# Alfons VII Imperator
Alfons VII Imperator, określany również przydomkiem Dobry (ur. 1 marca 1105, zm. 21 sierpnia 1157) – król Galicii od 1111 roku, król Leónu i Kastylii od 1126 roku. W 1135 roku koronowany na cesarza Hiszpanii.

## Życiorys
Był synem Urraki Kastylijskiej i hrabiego Burgundii – Rajmunda. Jego pierwszeństwo lub zwierzchnictwo uznali władcy Aragonii, Nawarry, Barcelony oraz Tuluzy i Montpellier w południowej Francji. W 1135 przybrał tytuł cesarza całej Hiszpanii. Po roku 1140 najechał zbrojnie na Andaluzję zdobywając Kordobę.
Był dwukrotnie żonaty. W listopadzie 1128, poślubił Berengarię z Barcelony – córkę Ramona Berenguera III, hrabiego Barcelony. Zmarła ona w 1149. Mieli czworo dzieci:
- Sancha III Upragnionego (1134–1158),
- Ferdynanda II (1137–1188),
- Sanchę (1137–1179), poślubiła Sancha VI Mądrego – króla Nawarry,
- Konstancję (1141–1160), poślubiła Ludwika VII – króla Francji.

W 1152, Alfons poślubił Ryksę, córkę Władysława II Wygnańca. Mieli córkę Sanchę (1155–1208), późniejszą żonę Alfonsa II Aragońskiego i prawdopodobnie syna Ferdynanda.

## Genealogia
| NN ur. ? zm. ? | NN ur. ? zm. ? |                     |                     | NN ur. ? zm. ? | NN ur. ? zm. ? |  |  | Alfons VI Mężny ur. 1040 zm. 1 VII 1109 | Alfons VI Mężny ur. 1040 zm. 1 VII 1109 |                                                  |                                                  | Konstancja burgundzka ur. ok. 1046 zm. ok. 1093 | Konstancja burgundzka ur. ok. 1046 zm. ok. 1093 |
|                |                |                     |                     |                |                |  |  |                                         |                                         |                                                  |                                                  |                                                 |                                                 |
|                |                |                     |                     |                |                |  |  |                                         |                                         |                                                  |                                                  |                                                 |                                                 |
|                |                | Rajmund ur. ? zm. ? | Rajmund ur. ? zm. ? |                |                |  |  |                                         |                                         | Urraka I Kastylijska ur. ok. 1081 zm. 8 III 1126 | Urraka I Kastylijska ur. ok. 1081 zm. 8 III 1126 |                                                 |                                                 |
|                |                |                     |                     |                |                |  |  |                                         |                                         |                                                  |                                                  |                                                 |                                                 |
|                |                |                     |                     |                |                |  |  |                                         |                                         |                                                  |                                                  |                                                 |                                                 |
|                |                |                     |                     |                |                |  |  |                                         |                                         |                                                  |                                                  |                                                 |                                                 |

|                                                 |                                                 | 1 Berengaria z Barcelony ur. ? zm. 1149 OO XI 1128 | 1 Berengaria z Barcelony ur. ? zm. 1149 OO XI 1128 | Alfons VII Imperator (ur. ?, zm. 21 VIII 1157) | Alfons VII Imperator (ur. ?, zm. 21 VIII 1157) | 2 Ryksa śląska ur. 1130–1140 zm. 16 VI ok. 1185? OO 1152 | 2 Ryksa śląska ur. 1130–1140 zm. 16 VI ok. 1185? OO 1152 |                          |                          |
|                                                 |                                                 |                                                    |                                                    |                                                |                                                |                                                          |                                                          |                          |                          |
|                                                 |                                                 |                                                    |                                                    |                                                |                                                |                                                          |                                                          |                          |                          |
|                                                 | 1                                               |                                                    | 1                                                  |                                                | 1                                              |                                                          | 1                                                        |                          | 2                        |
| Sancho III Upragniony ur. 1134 zm. 31 VIII 1158 | Sancho III Upragniony ur. 1134 zm. 31 VIII 1158 | Ferdynand II ur. 1137 zm. 22 VII 1188              | Ferdynand II ur. 1137 zm. 22 VII 1188              | Sancha ur. 1137 zm. 1179                       | Sancha ur. 1137 zm. 1179                       | Konstancja ur. ok. 1136 zm. 4 X 1160                     | Konstancja ur. ok. 1136 zm. 4 X 1160                     | Sancha ur. 1155 zm. 1208 | Sancha ur. 1155 zm. 1208 |
|                                                 | 2                                               |                                                    |                                                    |                                                |                                                |                                                          |                                                          |                          |                          |
| Ferdynand? ur. ? zm. ?                          |                                                 |                                                    |                                                    |                                                |                                                |                                                          |                                                          |                          |                          |